# SS Linz
Az SS Linz, az Osztrák–Magyar Monarchia egyik óceánjáró hajója volt, amely az Osztrák Lloyd kötelékében működött.

## Története
A Linz 1909-ben készült el, az Osztrák Lloyd saját, trieszti hajógyárában, a Lloydarsenalban. Elkészülte után rögtön a cég szolgálatába állt és egészen az első világháborúig kereskedelmi és utasszállítási feladatokat látott el. Később azonban a Császári és Királyi Hadsereg kérvényezte, hogy segítsen katonák és hadifoglyok szállításában az albán útvonalakon.
1918 márciusában a hajó Fiuméből tartott Durazzó felé, három osztrák-magyar hadihajó, név szerint: az SMS Balaton romboló, illetve két torpedónaszád az SMS Tb-74 és SMS Tb-98 kíséretében. A hivatalos adatok szerint összesen 1003 főnyi legénység és utast szállított, ebből 413 olasz hadifogoly volt, akiket albán munkatáborokba szállítottak. Egy rövid zelenikai kitérő után, hajnalban a hajó aknára futott és mindössze 20 perc alatt el is süllyedt. 697-en vesztették életüket, beleértve 283 olasz hadifoglyot és egy nővért, aki a Nemzetközi Vöröskereszt szolgálatában állt. A kísérőhajók mindössze 306 életet tudtak megmenteni. A mentés közben egy olasz tengeralattjáró sikertelen támadást hajtott végre a Tb-98 ellen.
Egyes elméletek szerint az áldozatok száma még magasabb lehet, annak fényében, hogy jó eséllyel illegálisan is utaztak a hajón osztrák-magyar katonák, akik Zelenikában szállhattak fel. Egyes számítások szerint akár 2000-nél is több áldozat lehetett ebben az esetben.
A hajó roncsát egy osztrák búvár, Gerald Kozmuth, fedezte fel 2000-ben, amely 45 méteres mélységben, albán vizekben fekszik.

## Fordítás
- Ez a szócikk részben vagy egészben  a   SS Linz című angol Wikipédia-szócikk ezen változatának fordításán alapul.  Az eredeti cikk szerkesztőit annak laptörténete sorolja fel. Ez a jelzés csupán a megfogalmazás eredetét és a szerzői jogokat jelzi, nem szolgál a cikkben szereplő információk forrásmegjelöléseként.